# Æthilwald (poète)
Pour les articles homonymes, voir Æthelwald.
Æthilwald est un poète anglo-saxon de langue latine actif à la fin du VIIe siècle ou au début du VIIIe siècle.

## Biographie
Æthilwald étudie auprès d'Aldhelm, probablement alors que celui-ci est à la tête de l'abbaye de Malmesbury, avant son élévation au rang d'évêque de Sherborne vers 705.

## Œuvre
Il subsiste cinq textes attribués à Æthilwald, quatre en vers et un en prose, tous rédigés en latin. Le texte en prose est une lettre adressée à Aldhelm dont le style grandiloquent rappelle fortement celui de son destinataire. Les quatre poèmes d'Æthilwald sont aussi influencés par l'œuvre d'Aldhelm, dont ils reprennent la métrique (des octosyllabes rythmés), mais il a davantage recours à l'allitération que son maître, peut-être sous l'influence de la versification allitérative de la poésie vieil-anglaise.